# Oğuz Aydoğdu
Nedret Oğuz Aydoğdu (* 8. Januar 1960 in Istanbul) ist ein ehemaliger türkischer Fußballspieler und heutiger -trainer.

## Sportliche Karriere
Aydoğdu begann gegen Ende der 1970er-Jahre seine Karriere bei Sarıyer SK. Im Sommer 1979 verpflichtete ihn Galatasaray Istanbul. In seiner ersten und einzigen Saison für die Gelb-Roten kam der Stürmer zu zehn Ligaspielen. Es folgten Wechsel zu Kayserispor, Gençlerbirliği Ankara und Konyaspor. Anfang der 1990er-Jahre spielte Aydoğdu für Feriköy SK in der 3. Liga. Seine Karriere beendete der Stürmer nach der Spielzeit 1994/95 bei Giresunspor. 

## Trainerkarriere
Oğuz Aydoğdu begann seine Trainerkarriere als Co-Trainer bei Anadolu Hisarı İdman Yurdu. Weitere Vereine, in denen er als Co-Trainer arbeitete, waren unter anderem Sivasspor und Balıkesirspor. Zuletzt war Aydoğdu als Cheftrainer von Februar 2018 bis Juni 2018 bei Büyükdere beschäftigt.